# Ptilostemon
Ptilostemon Cass. – rodzaj roślin z rodziny astrowatych (Asteraceae). Obejmuje 15 gatunków. Wszystkie występują w basenie Morza Śródziemnego (od Hiszpanii i Maroka po Bliski Wschód i region Kaukazu). Rosną w miejscach suchych.

## Morfologia
PokrójKolczaste rośliny zielne (jednoroczne i byliny), rzadko nieuzbrojone krzewinki.
LiściePierzastowcinane, ząbkowane i kolczaste, z kolcami skierowanymi w różne strony, rzadko liście całobrzegie i bez kolców. Zawsze białoplamiaste od góry i białe od spodu.
KwiatyZebrane w koszyczki. Listki okrywy nieuzbrojone lub kolczaste, wewnętrzne często zabarwione. Kwiaty są obupłciowe, czasem zewnętrzne są funkcjonalnie męskie. Korony kwiatów purpurowe, czerwone lub różowe. Nitki pręcików brodawkowate.
OwoceGładkie i nagie niełupki z pierzastym i odpadającym puchem kielichowym u nasady zrośniętym w pierścień.

## Systematyka
Rodzaj roślin z rodziny astrowatych z podrodziny Carduoideae, plemienia Cardueae Cass. i podplemienia Carduinae. W niektórych ujęciach rodzaj włączany jest do Jurinea.
Wykaz gatunków
- Ptilostemon abylensis (Maire) Greuter
- Ptilostemon afer (Jacq.) Greuter
- Ptilostemon casabonae (L.) Greuter
- Ptilostemon chamaepeuce (L.) Less.
- Ptilostemon diacanthus (Labill.) Greuter
- Ptilostemon dyricola (Maire) Greuter
- Ptilostemon echinocephalus (Willd.) Greuter
- Ptilostemon gnaphaloides (Cirillo) Soják
- Ptilostemon × grandei (Petr.) Greuter
- Ptilostemon greuteri Raimondo & Domina
- Ptilostemon hispanicus (Lam.) Greuter
- Ptilostemon leptophyllus (Pau & Font Quer) Greuter
- Ptilostemon niveus (C.Presl) Greuter
- Ptilostemon × pabotii Greuter
- Ptilostemon × parisiensis Greuter
- Ptilostemon rhiphaeus (Pau & Font Quer) Greuter
- Ptilostemon stellatus (L.) Greuter
- Ptilostemon strictus (Ten.) Greuter
- Ptilostemon × tauricola (Boiss. & Balansa) Greuter